# Callicentrus paucidentatus
Callicentrus paucidentatus är en insektsart som beskrevs av Ramos 1979. Callicentrus paucidentatus ingår i släktet Callicentrus och familjen hornstritar. Inga underarter finns listade i Catalogue of Life.